# Borgo metropolitano di Chelsea
Il borgo metropolitano di Chelsea fu un municipio inglese della vecchia contea di Londra esistito fra il 1900 e il 1965.

## Storia

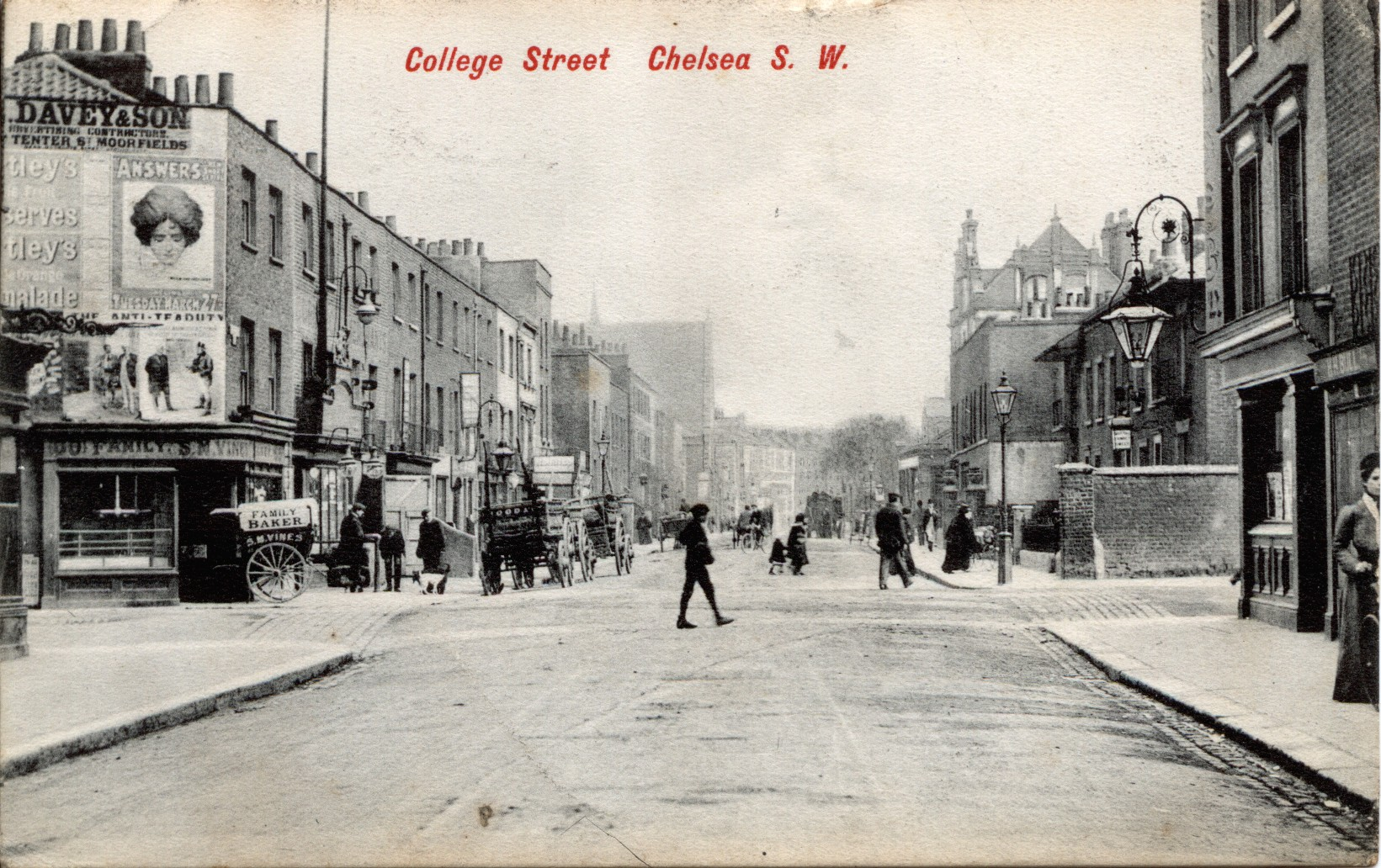
Elystan Street

Il municipio fu istituito succedendo quasi integralmente alla parrocchia di Chelsea, tranne la piccola exclave di Kensal Green, e fu subito sottoposto all'autorità provinciale del Consiglio della Contea di Londra. Esteso per meno di 3 km², aveva una popolazione di 73.000 abitanti ad inizio Novecento e di 47.000 residenti nei primi anni sessanta.
Nel 1965 il borgo si fuse con un'altra municipalità andando a formare l'odierno borgo reale di Kensington e Chelsea.